# ناتان بی. اسکات
ناتان بی. اسکات (به انگلیسی: Nathan B. Scott) سناتور سابق عضو حزب جمهوری‌خواه ایالات متحده آمریکا بود. وی در سال ۱۸۹۹ تا ۱۹۱۱ میلادی سناتور ایالت ویرجینیای غربی در سنای ایالات متحده آمریکا بود.